# Vano temporal (álbum)
Vano Temporal es un disco recopilatorio del grupo musical Aviador Dro editado en el año 1999 por el sello "Lollipop" bajo la referencia 108 106-4. 
Contiene temas de sus dos primeras maquetas grabadas en los estudios de Radio Nacional de España (R.N.E.) en 1979 y en los estudios de grabación Audiofilm en 1980, además de temas de sus primeros singles editados por Movieplay, entre ellos "La chica de Plexigás"  y "La visión". La grabación del primero de ellos "La chica de Plexiglás" fue como premio al tercer puesto obtenido en el Concurso Villa Rock de Madrid.

Consta de un total de diecisiete canciones remasterizadas digitalmente más una pista de video para  PC/Mac en la que aparte de manifiestos, información varia y diversos enlaces de internet hay dos videos musicales "Nuclear, sí" y "Láser" grabados para "Popgrama" de RTVE.

Todas las canciones de este recopilatorio forman parte de la primera etapa de Aviador Dro, a la que se pone fin con la marcha de Arturo Lanz, Gabriel Riaza y Juan Carlos Sastre para fundar Esplendor Geométrico en 1980.

## Lista de canciones
| Título                 | Autor                                   | Duración |
| ---------------------- | --------------------------------------- | -------- |
| La chica de Plexiglás  | Servando Carballar                      | 2:16     |
| Vano temporal          | Juan Carlos Sastre                      | 4:02     |
| La visión              | Servando Carballar, Gabriel Riaza       | 2:01     |
| Láser                  | Servando Carballar                      | 2:46     |
| Hal 9.000              | Servando Carballar                      | 3:43     |
| Gestalt                | Gabriel Riaza                           | 1:50     |
| Nuclear, sí            | Servando Carballar                      | 3:18     |
| Rosemary               | Servando Carballar , Juan Carlos Sastre | 3:03     |
| Obsesión               | Servando Carballar                      | 3:25     |
| La chica de Plexiglás  | Servando Carballar                      | 2:12     |
| Electroshock           | Servando Carballar                      | 2:19     |
| La visión              | Servando Carballar, Gabriel Riaza       | 1:39     |
| Nuclear, sí            | Servando Carballar                      | 3:25     |
| Hazme tu androide      | Servando Carballar                      | 2:33     |
| Rusos, S.A.            | Servando Carballar                      | 3:27     |
| La modelo              | (versión Kraftwerk)                     | 4:15     |
| El retorno de Godzilla | Servando Carballar                      | 2:36     |